# Azione del 23 aprile 1794
L’Azione del 23 aprile 1794 fu un combattimento navale che ebbe luogo tra uno squadrone inglese di cinque fregate al comando di Sir John Borlase Warren e tre fregate e una corvetta al comando del capo squadrone F. Desgarceaux nel corso delle Guerre rivoluzionarie francesi. Le tre navi francesi finirono per essere catturate.

## La battaglia
Il 21 aprile le fregate HMS Minerva avvistò quattro navi nel Canale de La Manica a notevole distanza. Il mattino successivo la Minerva incontrò lo squadrone di Warren al quale passò questa informazione. Warren si diede subito all'inseguimento e sul finire del giorno successivo, alle 4.00 di mattina, avvistò chiaramente tre fregate e una corvetta a circa 7-8 leghe di distanza dall'isola di Guernsey. I francesi si disposero in linea di battaglia e Warren segnalò al suo squadrone le disposizioni, come pure alla propria ammiraglia, la Flora, ed alla nave HMS Arethusa come supporto. Cogliendo l'occasione, gli inglesi si portarono a compiere un'azione di tre ore prima che la fregata francese Pomone e la Babet si arrendessero attorno alle 11.00.
La Engageante e la Résolue tentarono di fuggire, ma Warren ordinò alla HMS Concorde, alla HMS Melampus ed alla HMS Nymphe di darsi all'inseguimento di quelle navi, dal momento che la Flora non era in condizioni per farlo. Dopo un'ora la Concorde raggiunse la Engageante e tentò di disarmarla, intendendo poi attaccare la Résolue, lasciando la Engageante alla Melampus ed alla Nymphe che seguivano poco dietro.
Ad ogni modo, mentre la Concorde era impegnata con la Engageante, la Résolue si slanciò contro il fianco della Concorde danneggiandola pesantemente. La Engageante si arrese alle 13.45. La Résolue sparò alcuni colpi, seguita dalla Melampus e dalla Nymphe, sostando a Morlaix, per poi tornare ad assistere la Concorde nel suo ritorno al porto.

## Ordine di battaglia

### Gran Bretagna
- HMS Flora, (36 cannoni) Sir John Borlase Warren, nave ammiraglia
- HMS Arethusa, (38 cannoni) Sir Edward Pellew
- HMS Melampus, (36 cannoni) Thomas Wells
- HMS Concorde, (32 cannoni) Sir Richard Strachan
- HMS Nymphe, (36 cannoni) George Murray

### Francia
- Engageante, (26 cannoni) F. Desgarceaux, nave ammiraglia - catturata dalla Concorde
- Pomone, (44 cannoni) Étienne Pévrieu - catturata dalla Arethusa
- Résolue, (36 cannoni) Antoine-Marie-François Montalan - fuggita
- Babet, (22 cannoni) Pierre-Joseph-Paul Belhomme - catturata dalla Arethusa